# ダリオ・チオーニ
ダリオ・チオーニ（Dario Cioni、1974年12月2日 - ）は、イングランド、レディング出身でイタリアの自転車競技選手。

## 経歴
1992年から2000年まで、マペイ・マウンテンバイクチームに在籍し、主にマウンテンバイクレースを中心に活動していた。
2000年、マペイ・クイックステップと契約を結び、プロロードレース選手としての活動にシフト。
2002年
- ジロ・デ・イタリア初出場、総合29位。

2003年、ファッサ・ボルトロに移籍
- ツール・ド・フランス初出場、総合79位。

2004年
- ツール・ド・ロマンディ 総合5位
- ジロ・デ・イタリアでも山岳コースで健闘を見せ総合4位。
- ツール・ド・スイス 総合3位
- 6月22日に行われた国内選手権・個人タイムトライアルでは優勝を果たした。
- ブエルタ・ア・エスパーニャ初出場、総合52位。
- しかし、ヘマトクリット値が50％を超えたという見解を国際自転車競技連合(UCI)が行ったことから、同年の世界選手権自転車競技大会への参加が認められなかった。

2005年、リクイガス・ビアンキに移籍。
- ジロ・デ・イタリア総合13位。

2006年、ツール・ド・ロマンディ総合6位。
2007年、プレディクトール・ロットに移籍。
2009年、ISDに移籍。
2010年、チーム・スカイに移籍。
- ジロ・デ・イタリア総合17位。

2011年、引退。